# Герман Шлегель
Герман Шлегель (нім. Hermann Schlegel) (10 червня 1804 — 17 січня 1884) — німецький орнітолог і герпетолог.

## Біографія
Шлегель народився в Альтенбурзі. Його батько збирав метеликів, що стимулювали інтерес Шлегеля до природознавства. Випадкове відкриття гнізда канюка привело його до вивчення птахів, а також зустрічі з Християном Людвігом Бремом. Шлегель почав працювати на свого батька, але незабаром втомився від цього. Він побував у Відні в 1824 році, де в університеті слухав лекції Леопольда Фіцінгера і Йогана Якоба Хекеля. Рекомендаційний лист від Брема Джозефу Натереру приніс Шлегелю посаду в музеї природознавства. Через рік після прибуття, директор цього музею природної історії, Карл Франц Антон Ріттер фон Шрайберс, рекомендував його Конраду Якобу Темінку, директору Лейденського музею природної історії, який шукав помічника. Спочатку Шлегель працював в основному з колекціями рептилій, але незабаром його сфера діяльності поширюється на інші групи тварин. Коли Темінк помер на початку 1858, Шлегель змінив його на посту директора Музею природної історії після 33 років роботи під його керівництвом.

## Описані види

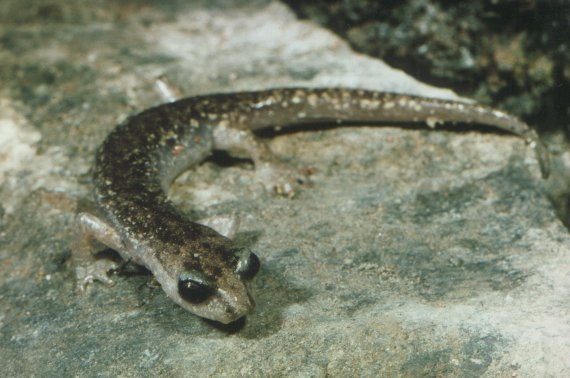
Сардинська печерна саламандра
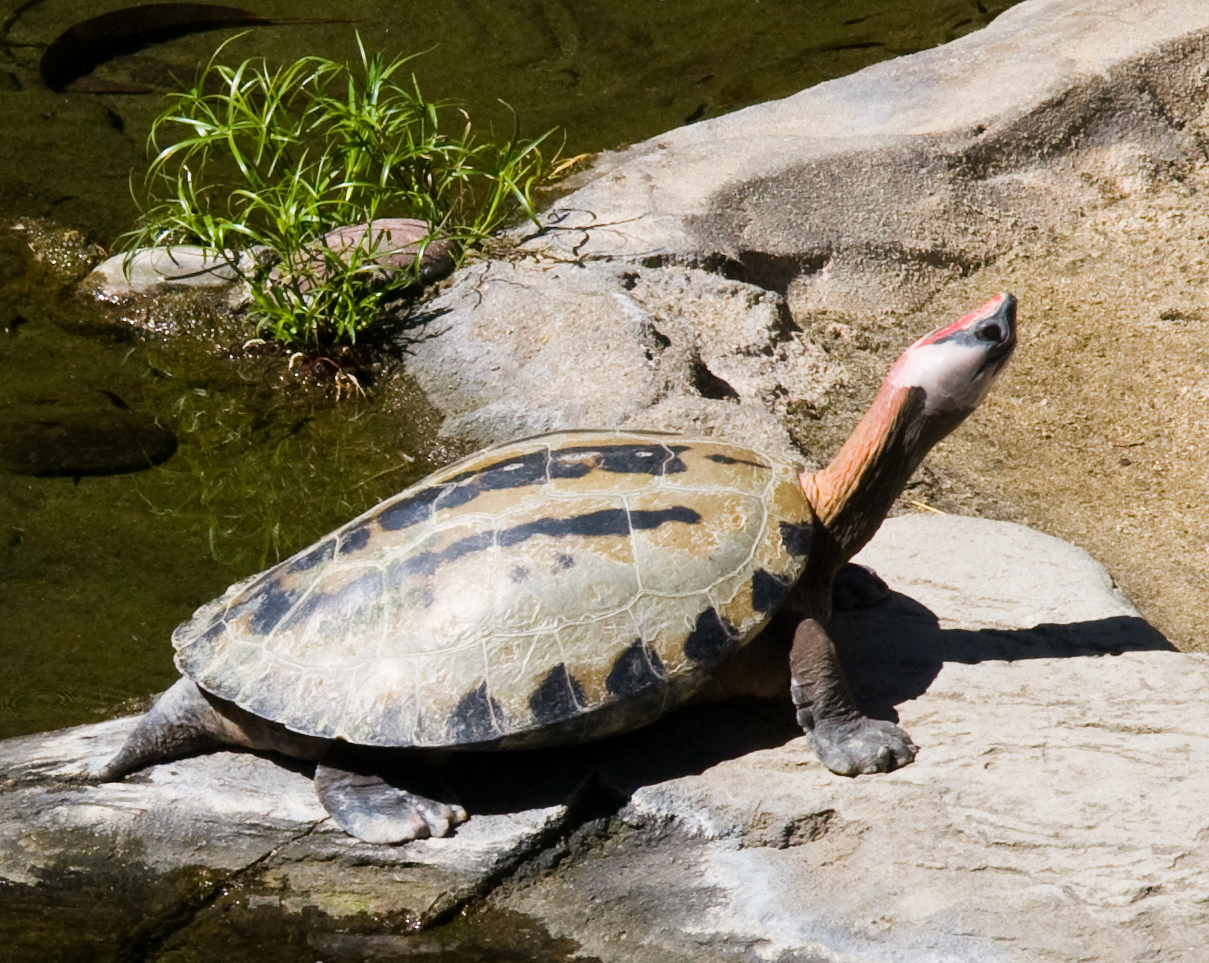
Батагур борнеоський
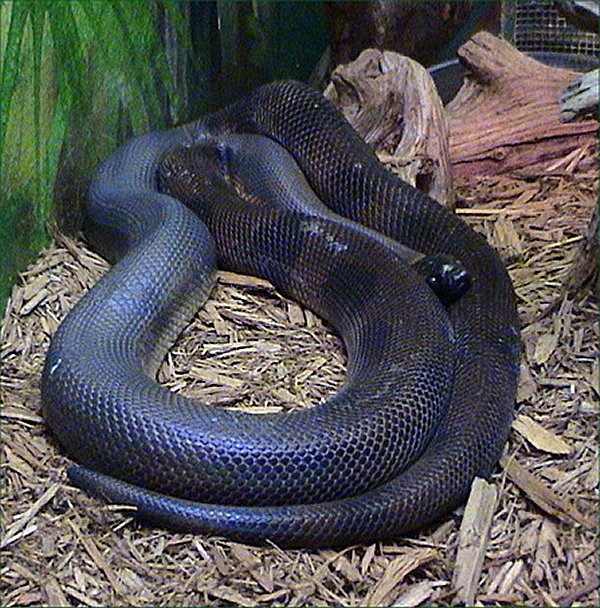
Пітон кільчастий
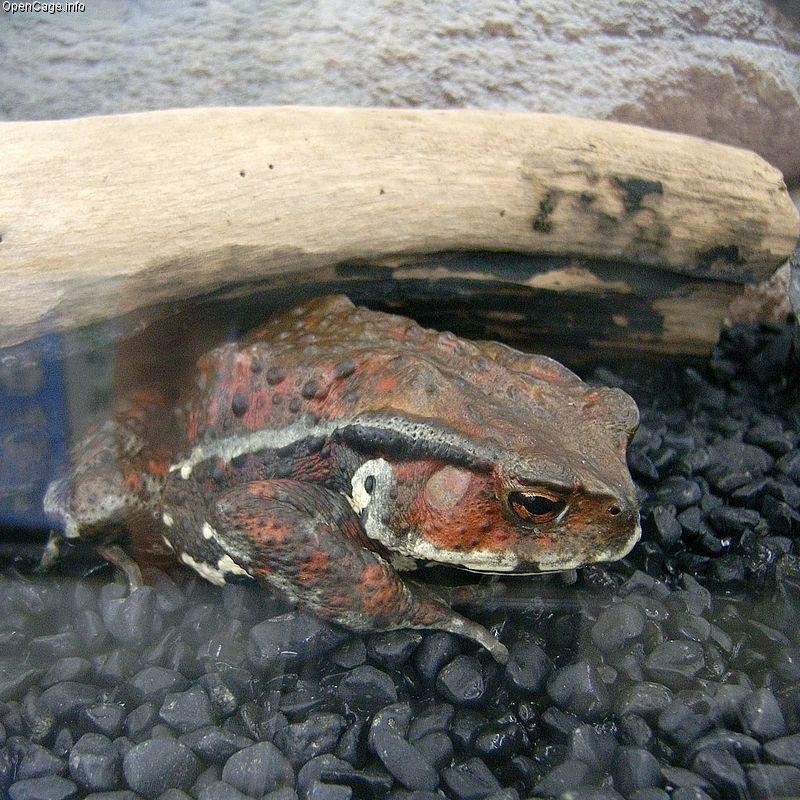
Bufo japonicus
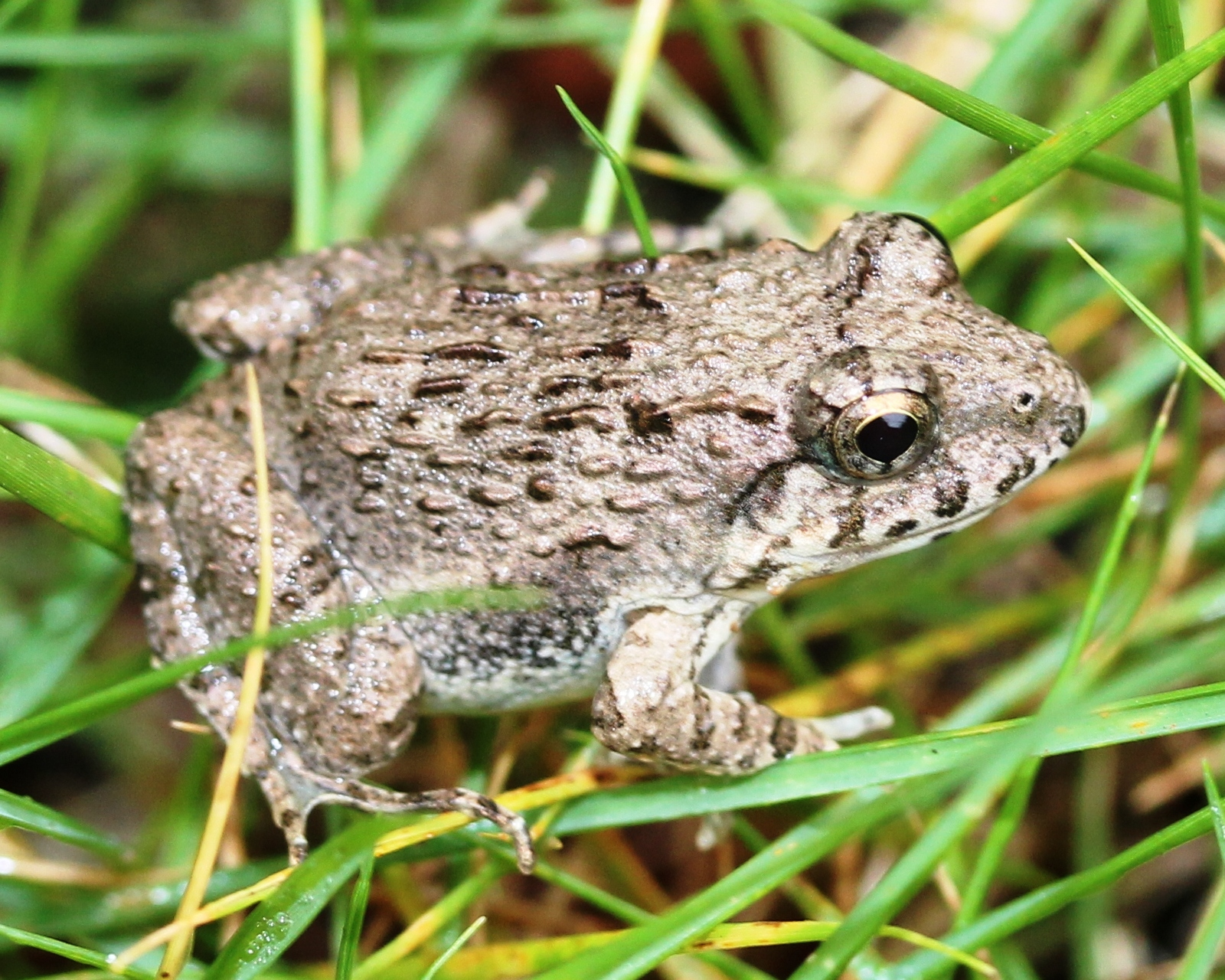
Жаба горбкувата
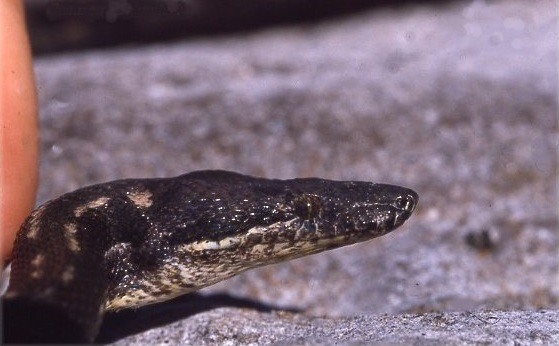
Маскаренський удав Шлегеля
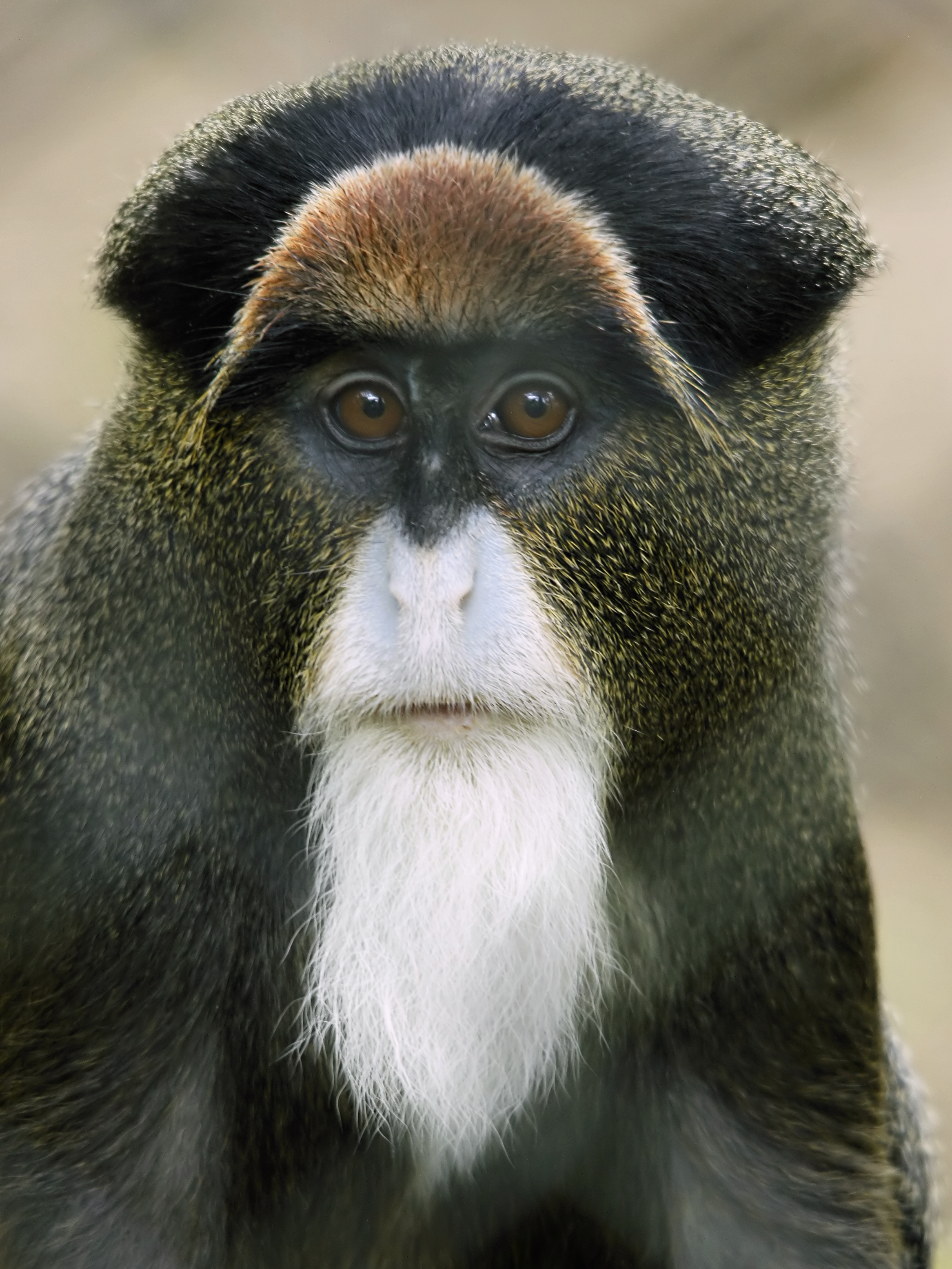
Cercopithecus neglectus
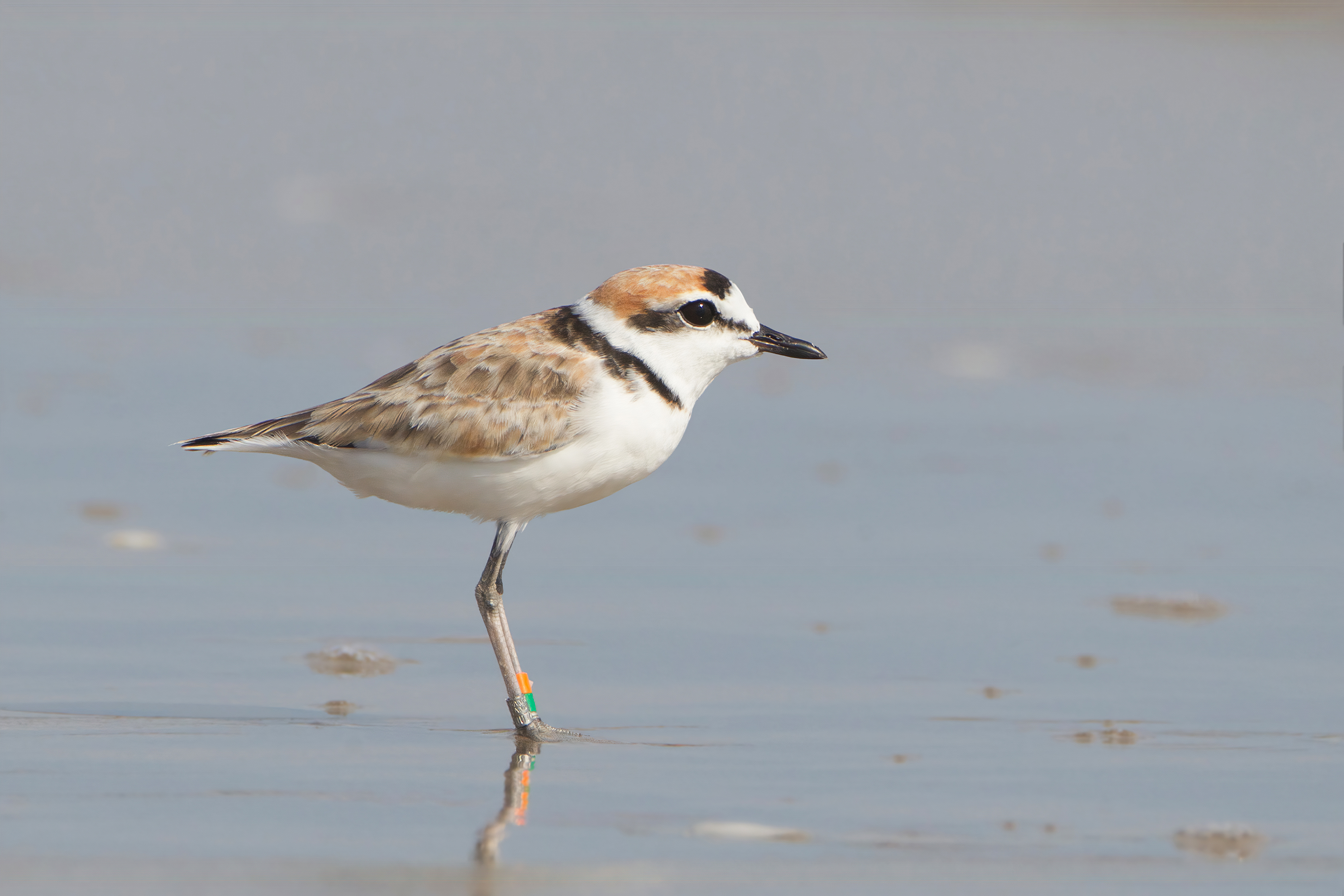
Пісочник малазійський
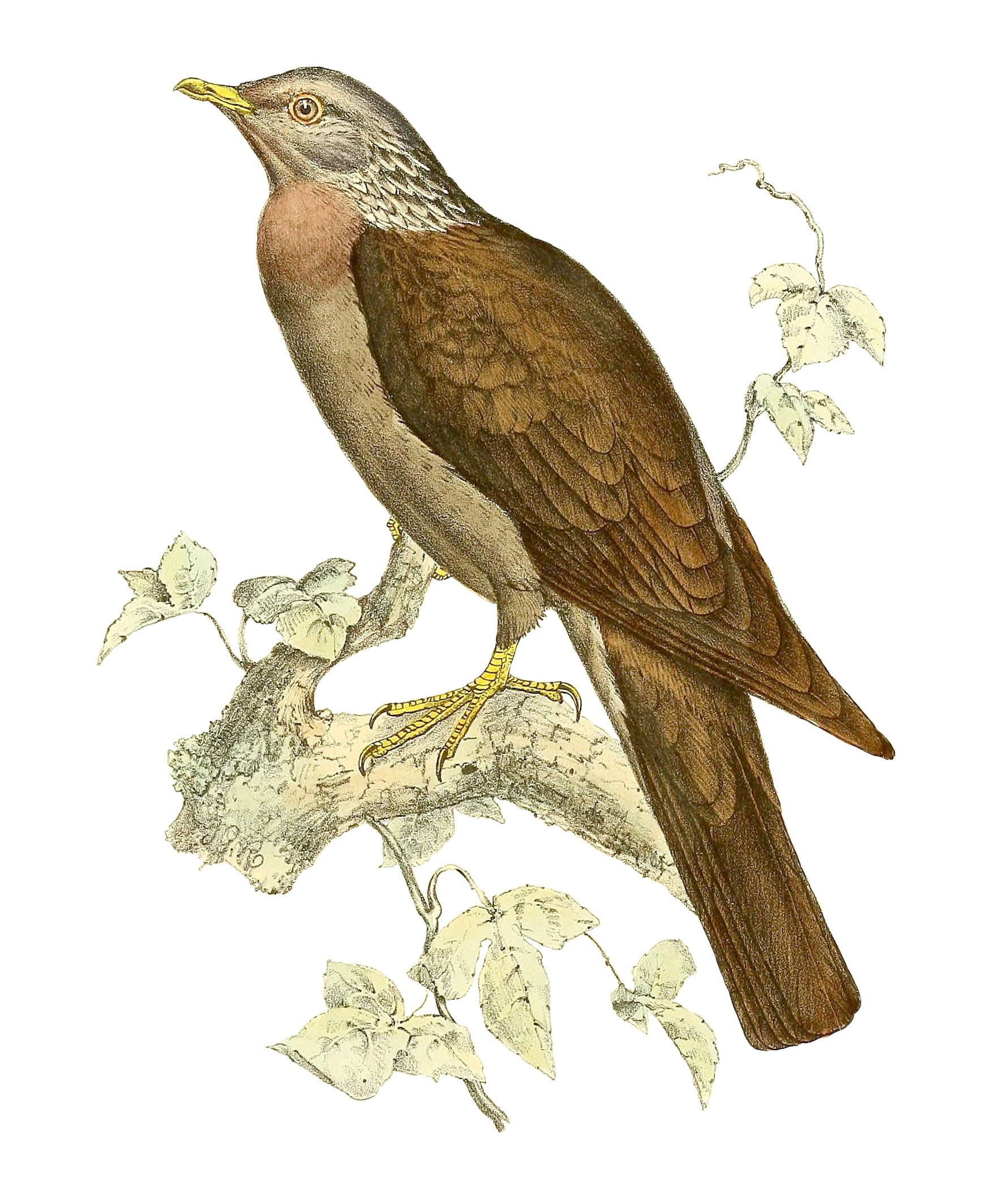
Columba pollenii
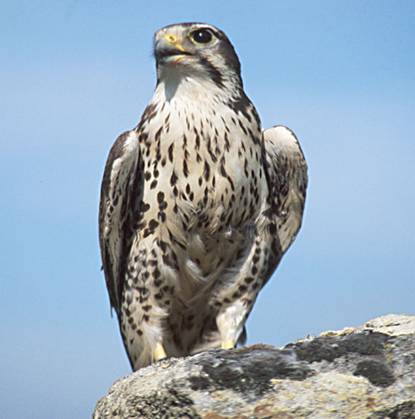
Сокіл прерієвий